# Gielgud Theatre
Gielgud Theatre (w latach 1906-1909 Hicks Theatre, a następnie w latach 1909-1994 Globe Theatre) – teatr w Londynie, zaliczany do scen West Endu i położony u zbiegu ulic Rupert Street i Shaftesbury Avenue, w granicach administracyjnych City of Westminster. Został otwarty w 1906 roku w specjalnie wzniesionym budynku, który zaprojektował W.G.R. Sprague. Trzypoziomowa widownia mieści 986 widzów. Od 2006 teatr jest własnością Camerona Mackintosha za pośrednictwem kontrolowanej przez niego firmy Delfont Mackintosh Theatres.